# Toby Jones
Tobias Edward Heslewood Jones (7 september 1966) is een Engelse acteur geboren in Oxford. 
Jones won in 2002 de Laurence Olivier Theatre Award voor beste acteur in een bijrol. Hij kreeg deze prijs voor zijn rol in The Play What I Wrote. 
Hij sprak de stem van Dobby in voor de films Harry Potter and the Chamber of Secrets en Harry Potter and the Deathly Hallows part I.
Ook speelde hij Claudius Templesmith in The Hunger Games van Gary Ross.

## Filmografie
| Jaar | Titel                                               | Rol                                 | Opmerkingen                                            |
| ---- | --------------------------------------------------- | ----------------------------------- | ------------------------------------------------------ |
| 1992 | Orlando                                             | Valet                               |                                                        |
| 1993 | Naked                                               | Man in theehuis                     |                                                        |
| 1993 | Dropping the Baby                                   | Babyman                             |                                                        |
| 1994 | Cadfael                                             | Griffin                             |                                                        |
| 1998 | Cousin Bette                                        | Man in Café des Artistes            |                                                        |
| 1998 | Les Misérables                                      | Door keeper                         |                                                        |
| 1998 | Ever After                                          | Royal page                          |                                                        |
| 1999 | Simon Magus                                         | Buchholz                            |                                                        |
| 1999 | The Messenger: The Story of Joan of Arc             | Engelse rechter                     |                                                        |
| 1999 | Midsomer Murders                                    | Dan Peterson                        | Seizoen 2, aflevering 2: Strangler's Wood              |
| 2000 | Hotel Splendide                                     | Keukenjongen                        |                                                        |
| 2000 | The Nine Lives of Tomas Katz                        | Civil servant                       |                                                        |
| 2002 | Harry Potter and the Chamber of Secrets             | Dobby the house elf                 | Stem                                                   |
| 2002 | 15 Storeys High                                     | Obsessive-compulsive man            | Seizoen 1, aflevering 4: Ice Queen                     |
| 2004 | Ladies in Lavender                                  | Hedley                              |                                                        |
| 2004 | Finding Neverland                                   | Smee                                |                                                        |
| 2005 | Mrs. Henderson Presents                             | Gordon                              |                                                        |
| 2006 | A Harlot's Progress                                 | William Hogarth                     |                                                        |
| 2006 | Elizabeth I                                         | Robert Cecil, 1st Earl of Salisbury |                                                        |
| 2006 | Infamous                                            | Truman Capote                       |                                                        |
| 2006 | The Sickie                                          | Douglas Knott                       |                                                        |
| 2006 | The Painted Veil                                    | Waddington                          |                                                        |
| 2007 | Amazing Grace                                       | Duke of Clarence                    |                                                        |
| 2007 | Nightwatching                                       | Gerard Dou                          |                                                        |
| 2007 | The Mist                                            | Ollie Weeks                         |                                                        |
| 2007 | St. Trinian's                                       | Bursar                              |                                                        |
| 2007 | The Old Curiosity Shop                              | Daniel Quilp                        |                                                        |
| 2008 | City of Ember                                       | Bardon Snode                        |                                                        |
| 2008 | W.                                                  | Karl Rove                           |                                                        |
| 2008 | Frost/Nixon                                         | Swifty Lazar                        |                                                        |
| 2009 | Creation                                            | Thomas Huxley                       |                                                        |
| 2009 | St Trinian's 2: The Legend of Fritton's Gold        | Bursar                              |                                                        |
| 2010 | Sex & Drugs & Rock & Roll                           | Hargreaves                          |                                                        |
| 2010 | Mo                                                  | Dr. Mark Glaser                     |                                                        |
| 2010 | Doctor Who                                          | The Dream Lord                      | Seizoen 5, aflevering 7: Amy's Choice                  |
| 2010 | Agatha Christie's Poirot                            | Samuel Rachett / Cassetti           | Seizoen 12, aflevering 4: Murder on the Orient Express |
| 2010 | Harry Potter and the Deathly Hallows - part 1       | Dobby the house elf                 | Stem                                                   |
| 2010 | Virginia                                            | Max                                 |                                                        |
| 2011 | The Rite                                            | Father Matthew                      |                                                        |
| 2011 | Your Highness                                       | Julie                               |                                                        |
| 2011 | Captain America: The First Avenger                  | Arnim Zola                          |                                                        |
| 2011 | Tinker Tailor Soldier Spy                           | Percy Alleline                      |                                                        |
| 2011 | Christopher and His Kind                            | Gerald Hamilton                     |                                                        |
| 2011 | My Week with Marilyn                                | Arthur P. Jacobs                    |                                                        |
| 2011 | The Adventures of Tintin: The Secret of the Unicorn |                                     |                                                        |
| 2012 | The Hunger Games                                    |                                     |                                                        |
| 2012 | Titanic                                             | John Batley                         | Miniserie                                              |
| 2012 | The Girl                                            | Alfred Hitchcock                    |                                                        |
| 2012 | Red Lights                                          | Dr. Paul Shackleton                 |                                                        |
| 2012 | Snow White & the Huntsman                           | Coll                                |                                                        |
| 2012 | Berberian Sound Studio                              | Gilderoy                            |                                                        |
| 2013 | The Hunger Games: Catching Fire                     | Claudius Templesmith                |                                                        |
| 2013 | Leave to Remain                                     | Mr. Nigel                           |                                                        |
| 2013 | Words of Everest                                    | Jan Morris                          |                                                        |
| 2014 | Captain America: The Winter Soldier                 | Arnim Zola                          |                                                        |
| 2014 | Serena                                              | Sheriff McDowell                    |                                                        |
| 2014 | By the Gun                                          | Jerry                               |                                                        |
| 2014 | Detectorists                                        | Lance                               |                                                        |
| 2014 | Marvellous                                          | Neil Baldwin                        |                                                        |
| 2015 | Il racconto dei racconti                            | Koning van Highhills                |                                                        |
| 2015 | Agent Carter                                        | Arnim Zola                          | Seizoen 1, aflevering 8: Valediction                   |
| 2016 | Dad's Army                                          | Captain Mainwaring                  |                                                        |
| 2017 | Sherlock                                            | Culverton Smith                     | Seizoen 4, aflevering 2: The Lying Detective           |
| 2017 | Atomic Blonde                                       | Eric Gray                           |                                                        |
| 2017 | Happy End                                           | Lawrence Bradshaw                   |                                                        |
| 2018 | Jurassic World: Fallen Kingdom                      | Gunnar Eversol                      |                                                        |
| 2018 | Christopher Robin                                   | Owl                                 |                                                        |
| 2018 | Out of Blue                                         | Prof. Ian Strammi                   |                                                        |
| 2019 | First Cow                                           | Chief Factor                        |                                                        |
| 2019 | The Dark Crystal: Age of Resistance                 | The Librarian                       | Stem, 6 afleveringen                                   |
| 2021 | What If...?                                         | Arnim Zola                          | Stem, 3 afleveringen                                   |
| 2023 | Tetris                                              | Robert Stein                        |                                                        |
| 2023 | Indiana Jones and the Dial of Destiny               | Basil Shaw                          |                                                        |

- Bibsys: 7071366
- Biblioteca Nacional de España: XX4811352
- Bibliothèque nationale de France: cb16172820x (data)
- Gemeinsame Normdatei: 1035824493
- International Standard Name Identifier: 0000 0000 7357 9114
- Library of Congress Control Number: no2007038557
- MusicBrainz: 3a5143a2-c0fd-4816-9d85-fe83e361d031
- Nationale Bibliotheek van Tsjechië: xx0222107
- Nationale Bibliotheek van Israël: 987007456218405171
- Nederlandse Thesaurus van Auteursnamen: 370781244
- Système universitaire de documentation: 139929592
- Virtual International Authority File: 61319333
- WorldCat: E39PBJjXjK3hrJvcP4HJMCChHC